# Бановці-над-Бебравою (округ)
О́круг Бановці-над-Бебравою (словац. Okres Bánovce nad Bebravou) — округ (район) в Тренчинському краї Словаччини. Площа округу становить — 461,9 км², на якій проживає — 37 893 особи (31.12.2009). Середня щільність населення становить — 82,0 особи/км². Адміністративний центр округу — місто Бановці-над-Бебравою в якому проживає 20 353 жителі.

## Загальні відомості

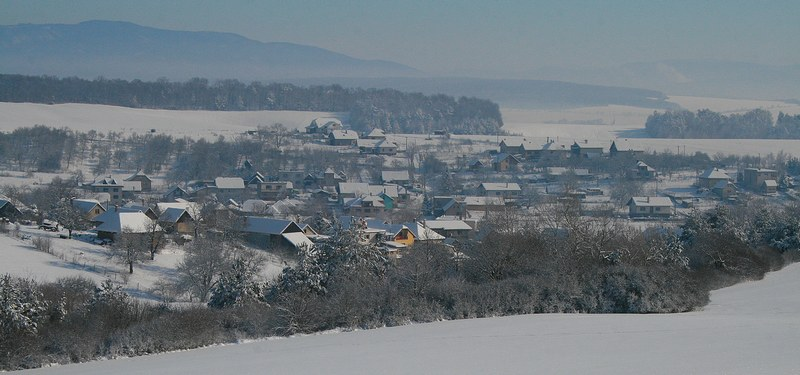
Округ Бановці-над-Бебравою.
Вид на село Галачовці

До 1918 року округ головним чином входив до складу угорського графства Тренчин, за винятком невеликої території на півдні, яка була частиною графства Нітра.
В сучасному вигляді округ був утворений у 1996 році під час адміністративно-територіальної реформи Словацької Республіки, яка набула чинності 24 липня 1996 року.

## Географія
Округ розташований у північно-західній частині Словаччини. Він межує з округами: на заході — Нове Место-над-Вагом, на північному заході — Тренчин, на сході — Прєвідза, на південному сході — Партизанське (всі округи належать до Тренчинського краю); на південному заході межує із округом Топольчани (Нітранського краю). Розташовані Бановські пагорби; Злєховські пагорби і Нітрицькі пагорби.

## Статистичні дані
| Рік:            | 1994.  | 2004.   | 2014.   | 2024.   |
| --------------- | ------ | ------- | ------- | ------- |
| Кількість осіб: | 38 695 | 38 385  | 36 833  | 34 910  |
| Різниця:        |        | -0,80 % | -4,04 % | -5,22 % |

| Рік:            | 2023.  | 2024.   |
| --------------- | ------ | ------- |
| Кількість осіб: | 35 186 | 34 910  |
| Різниця:        |        | -0,78 % |

Національний склад 2010:
- словаки — 97,59 % (36 926 осіб)
- цигани — 0,82 % (312 осіб)
- чехи — 0,7 % (267 осіб)
- українці — 0,1 % (39 осіб)
- угорці — 0,08 % (32 особи)
- інші національності — 0,69 %

Конфесійний склад 2001:
- католики — 71,9 %
- лютерани — 14,5 %
- інші релігії та атеїсти  — 13,6 %

## Адміністративний поділ
Округ складається з 42 сільських муніципалітетів і 1 міста.

### Міста:
- Бановці-над-Бебравою

### Села:
Борчани • Брезолупи • Вельке Госте • Вельке Држковце • Вельке Хлєвани • Височани • Галачовці • Горне Наштиці • Двірець • Дежериці • Долне Наштиці • Дубнічка • Житна-Радиша • Златники • Красна Вес • Кшинна • Лібіхава • Лютов • Мала Градна • Мале Госте • М'єзговці • Недашовці • Омастіна • Отрганки • Печеняни • Подлужани • Похабани • Правотиці • Пруси • Русковці • Рибани • Слатіна-над-Бебравою • Слатінка-над-Бебравою • Тіморадза • Требіхава • Угровець • Угровське Подградьє • Худа Легота • Цименна • Ч'єрна Легота • Шипков • Шишов